# Szent Nina

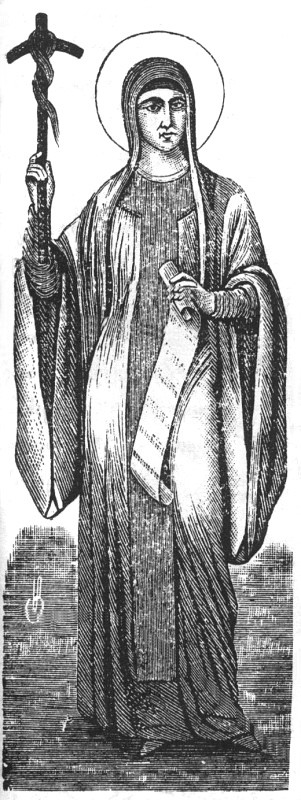
Szent Nina szőlővessző keresztjével

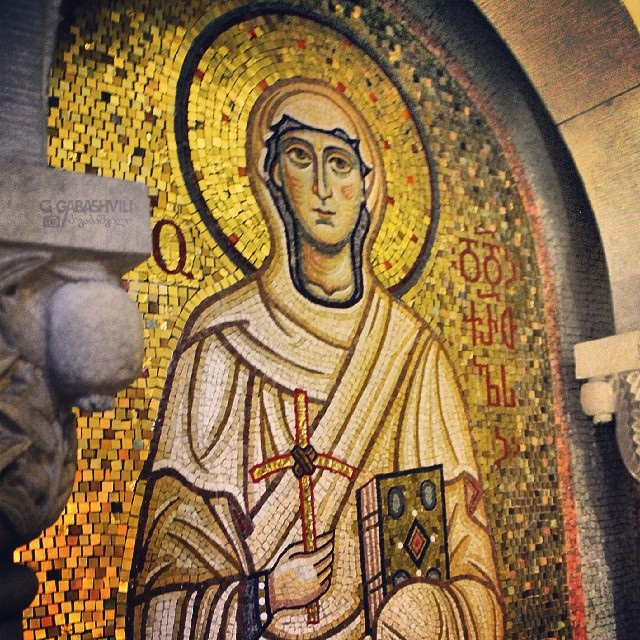
Mozaik a Samtavro kolostorban, Mtskhetában

Szent Nina (grúzul: წმინდა ნინო; örményül: Սուրբ Նունե ; görögül: Ἁγία Νίνα ; c. 296 – c. 338 vagy 340) a kereszténységet hirdette az Ibériai Királyság területén, a mai Grúzia területén. Prédikációja Ibéria keresztényesítéséhez vezetett.
A legtöbb hagyományos beszámoló szerint egy görög nyelvű római családhoz tartozott a kappadókiai Kolastrából, Szent György rokona volt  és Konstantinápolyból érkezett Ibériába. Más források szerint Rómából, Jeruzsálemből vagy Galliából (a mai Franciaország) származott.
Szent Nina keresztény hitben nevelkedett és nagy vágya volt, hogy Jézus Krisztus köpenyét megtalálja. Egy látomásban Szűz Mária jelent meg előtte, akitől egy szőlővesszőből készült keresztet kapott azzal az ígérettel, hogy Krisztus segíteni fogja, ha az ő tanításait hirdeti Ibériában. Nina egy hajtincsével rögzítette a keresztet, elvitte Ibéria falvaiba, és megtérítette az egész országot.
Nina Marián grúz királyt is megtérítette a pogányságból. Konstantinápolyból püspökök és papok jöttek Ibériába, templomok épültek és majdnem egész Grúzia keresztény lett. Nina, kerülve a világi dicséreteket, visszavonult a kahéti bodbei hegyszoroshoz, ott élt csendben, szüntelenül hálát adva Istennek. 
Szent Nina békében hunyt el 335. vagy 340. január 14-én. Sírja fölé Marián király templomot építtetett. A szent sírja ma is látogatható a bodbei kolostorban.

## Fordítás
Ez a szócikk részben vagy egészben  a   Saint Nino című angol Wikipédia-szócikk ezen változatának fordításán alapul.  Az eredeti cikk szerkesztőit annak laptörténete sorolja fel. Ez a jelzés csupán a megfogalmazás eredetét és a szerzői jogokat jelzi, nem szolgál a cikkben szereplő információk forrásmegjelöléseként.